# La bisbetica domata 2
La bisbetica domata 2 (in polacco Poskromienie zlosnicy 2) è un film del 2023 diretto da Filip Zylber.
È il sequel del film del 2022 La bisbetica domata.
La pellicola è anche questa ispirata all'omonima commedia di Shakespeare.

## Trama
La storia d'amore tra Kasia e Patryk è messo a dura prova quando sono cominciano a sospettare fra di loro d'infedeltà. Anche i vicini ci metteranno del loro con le loro intromissioni.

## Distribuzione
Il film è stato distribuito sulla piattaforma Netflix a partire dal 20 dicembre 2023.